# Ruta de Illinois 126
La Ruta de Illinois 126, y abreviada IL 126 (en inglés: Illinois Route 126) es una carretera estatal estadounidense ubicada en el estado de Illinois. La carretera inicia en el oeste desde la IL 47     en Yorkvilley hacia el este en la I 55     en Bolingbrook. La carretera tiene una longitud de 27,8 km (17.25 mi).

## Mantenimiento
Al igual que las autopistas interestatales, y las rutas federales y el resto de carreteras estatales, la Ruta de Illinois 126 es administrada y mantenida por el Departamento de Transporte de Illinois por sus siglas en inglés IDOT.

## Cruces
La Ruta de Illinois 126 es atravesada principalmente por la  US 30  IL 59   en Plainfield.